# Limasawa
Limasawa (Bayan ng Limasawa) är en kommun i Filippinerna. Kommunen ligger på ön Leyte, och tillhör provinsen Södra Leyte. Folkmängden uppgår till 5 157 invånare.
Limasawa är indelat i 6 barangayer.